# Red Forest
Red Forest es el segundo álbum de estudio de la banda estadounidense de post-rock If These Trees Could Talk. Fue lanzado de forma independiente el 20 de marzo de 2012, luego impreso en vinilo por Science of Silence y luego reeditado por Metal Blade en enero de 2015.
El álbum fue grabado de septiembre a diciembre de 2011 en NE Meadow Studios en Bath, Ohio.

## Lista de canciones
| N.º | Título                                | Duración |  |
| 1.  | «Breath of Life»                      | 1:48     |  |
| 2.  | «The First Fire»                      | 6:30     |  |
| 3.  | «Barren Lands of the Modern Dinosaur» | 5:57     |  |
| 4.  | «They Speak with Knives»              | 5:40     |  |
| 5.  | «The Gift of Two Rivers»              | 1:11     |  |
| 6.  | «Red Forest»                          | 8:25     |  |
| 7.  | «Aleutian Clouds»                     | 3:03     |  |
| 8.  | «Left to Rust and Rot»                | 5:24     |  |
| 9.  | «When the Big Hand Buries the Twelve» | 9:38     |  |

## Formación
- Tom Fihe - bajo
- Jeff Kalal - guitarra
- Cody Kelly - guitarra
- Mike Socrates - guitarra
- Zack Kelly - batería

### Producción
- Zack Kelly - producción, ingeniería, mezcla
- Rick Fuller - ingeniería, mezcla
- Will Putney - masterización
- Charlie Wagers - dirección de arte, diseño